# Nacionalni park Katmai
Nacionalni park Katmai jedan je od 58 nacionalnih parkova smještenih na području Sjedinjenih Američkih Država.

## Zamljopisni podaci
Park Katmai je smješten na jugu američke savezne države Aljaska. Poznat je po dolini Ten Thousand Smokes i smeđim medvjedima. Područje parka zauzima 19.122 km² prostora što je otprilike veličine države Wales. Veći dio ovog područja, oko 13.696 km², označen je divljinom.

## Naziv
Naziv je ovaj nacionalni park dobio po planini Katmai.

## Povijest
Prvotno je ovo područje 1918. godine proglašeno američkim nacionalnim spomenikom prirode da bi se zaštitilo kao područje za istraživanje kataklizmičke vulkanske erupcije koja se dogodila 1912. godine. Tijekom godina, u svrhu zaštite područja, smeđih medvjeda i raznolikih staništa, granice tadašnjeg parka su se širile da bi napokon 2. prosinca 1980. godine Katmai bio proglašen nacionalnim parkom i rezervatom.

## Aktivnosti i zanimljivosti
Aktivnosti koje su na raspolaganju posjetiteljima Katmai parka su planinarenje, kampiranje, skijanje, ribolov, vožnja kajacima i izleti brodicama.

Na području parka postoji najmanje četrnaest aktivnih vulkana, od koji je posljednji aktivni vulkan Fourpeaked koji se aktivirao 17. rujna 2006. godine, nakon više od 10.000 godina mirovanja. Nacionalni park Katmai također sadrži brojne arheološke lokalitete koji ukazuju na aktivnosti ljudi koji su ovdje živjeli i na njegovu dugu povijest.

## Životinjski svijet
Katmai je također poznat i kao lokalitet s najvećom populacijom zaštićenih smeđih medvjeda na svijetu. Procjenjuje se da ih u parku obitava preko 2.000. Najveći broj ih se okuplja oko slapova Brooks u vrijeme putovanja lososa prema mrijestilištima te uz priobalna područja u zaljevima Hallo, Kukak i Chiniak koji su također bogati lososima i školjkama i drugom ribom.
Osim medvjeda park je obitavalište vukova, losova i brojnih drugih životinjskih vrsta.

## Vanjske poveznice
- http://www.katmai.national-park.com/  Arhivirana inačica izvorne stranice od 23. siječnja 2005. (Wayback Machine)
- Katmai National Park gallery (engl.)